# Gulvit

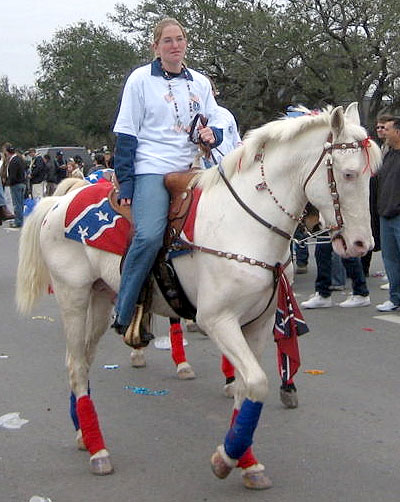

Gulvit (en: cremello) är en färg som tillhör gruppen dubbelgult, de andra dubbelgula färgerna är pärlvit och rökvit. En Cremello-färgad häst har ljust skinn (ej helt utan pigment), blå ögon och vitaktiga täckhår med en gyllene nyans. Skyddshåren har ungefär samma färg som täckhåren, ofta aningen ljusare. 
Cremello benämns ofta felaktigt albino (som inte existerar hos hästar) och kan lätt blandas ihop med pärlvit, rökvit, vit, extrema skäckar och fåfläckiga tigrerade hästar.

## Hälsoproblem
Dubbelgula hästar får lättare solbränna än hästar med mörkt skinn, utsatta områden är mulen och huden runt ögonen, samma problem har också hästar med stora vita tecken i ansiktet. Obekräftat är också ögonproblem beroende på den ljusa irisfärgen (detta är ej begränsat till dubbelgula hästar).

## Genetik
Gulvit skapas av dubbla kopior av gulgenen (CcrCcr) på fux. En enkel kopia av gulgenen (CCcr) på fux ger isabell. Dubbla kopior på brun och rapp/svart ger pärlvit respektive rökvit. Gulvit, pärlvit och rökvit är, med undantag av ett fåtal individer, omöjliga att skilja på med blotta ögat på vuxna individer.